# Jan Englert

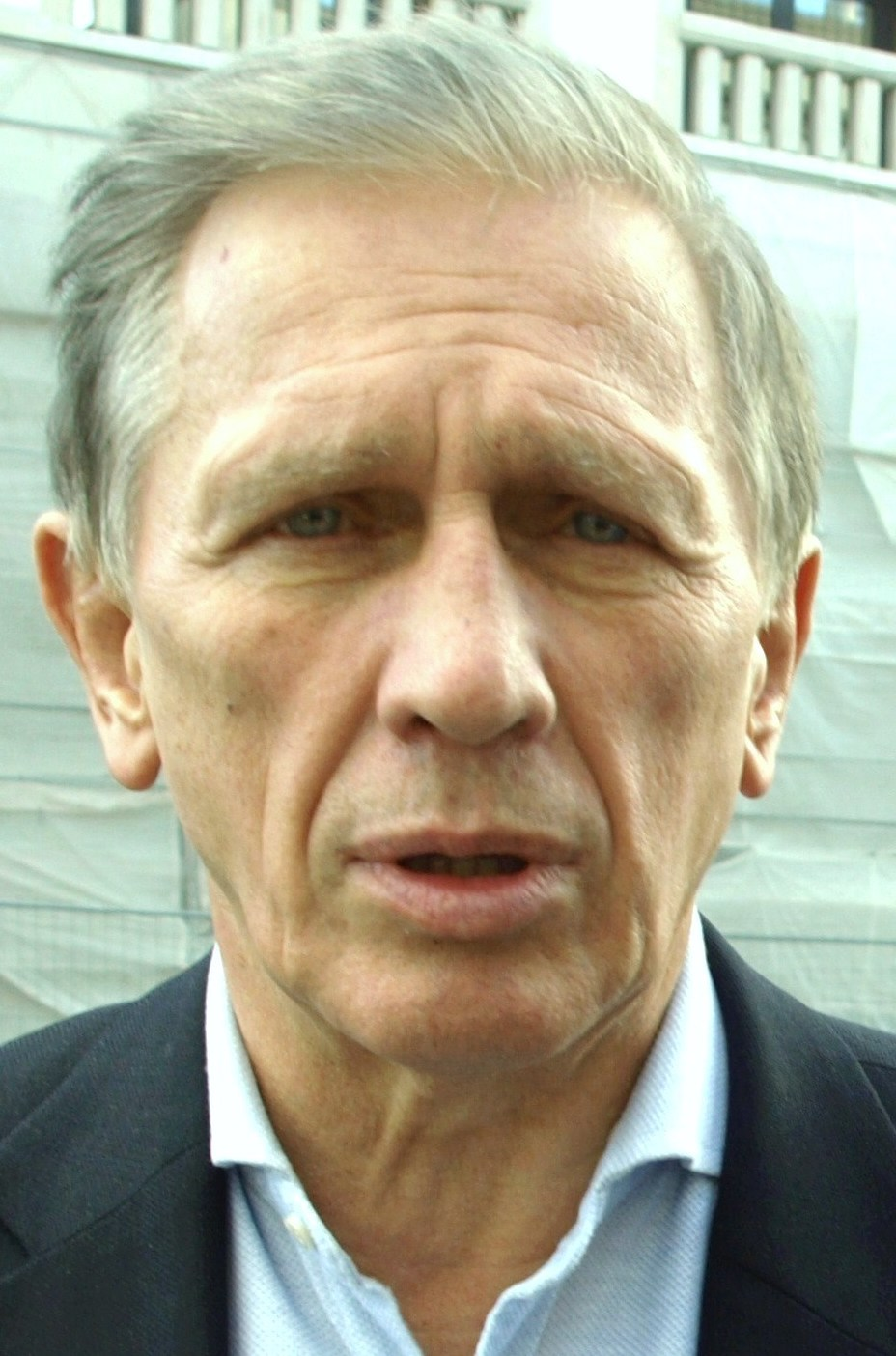
Jan Englert (2015)

Jan Aleksander Englert (* 11. Mai 1943 in Warschau) ist ein polnischer Schauspieler und Theaterregisseur. Seit dem Jahr 2003 ist Englert künstlerischer Leiter des Nationaltheaters Warschau.

## Leben und Werk
Englert debütierte bereits als 13-Jähriger in der Rolle des Verbindungsmannes Zefirek in Andrzej Wajdas Der Kanal, einem Film über den Warschauer Aufstand. Seine Leidenschaft galt fortan dem Schauspiel, so dass er – nach bestandenem Abitur – die Warschauer Theaterhochschule besuchte und sie 1964 mit einem Diplom beendete. Seine erste Bühnenstation führte ihn an das Polnische Theater in seiner Heimatstadt, dem er bis 1969 angehörte, als er an das zeitgenössische Współczesny Theater wechselte. Hier spielte er bis 1981 u. a. in Witkiewicz' Die Mutter, in Ionescos Macbett und Tschechows Der Kirschgarten. Von 1981 bis 1994 wirkte er erneut am Polnischen Theater.
Seit dem Ende der 1970er Jahre ist Englert auch als Theaterregisseur aktiv. Er inszeniert oft Werke der der Polnischen Romantik sowie Stücke von Stanisław Ignacy Witkiewicz und Anton Tschechow. Er übernahm bei einigen Theaterinszenierungen für das polnische Fernsehen die Regie.
Seit 1997 gehört Englert dem Ensemble des Nationaltheaters Warschau (Teatr Narodowy) an. Seit dem Jahr 2003 ist er künstlerischer Leiter des Hauses.

## Filmografie (Auswahl)
- 1957: Der Kanal (Kanał)
- 1968: Befreiung (Oswoboschdenije)
- 1970: Das Salz der schwarzen Erde (Sól ziemi czarnej)
- 1972: Eine Perle in der Krone (Perła w koronie)
- 1972: Diese Liebe muss man töten (Trzeba zabić tę miłość)
- 1972: Unfallstrecke (Poślizg)
- 1975: Verdammte Seelen (Осъдени души)
- 1978: Akcja pod Arsenałem
- 1985: Der Bariton (Baryton)
- 1987: Chronik einer Fürstenfamilie (Biała wizytówka)
- 1989: Piłkarski poker
- 1994: Komedia małżeńska
- 1996: Pestka
- 1997: Killer (Kiler)
- 1999: 2 Killer (Kiler-ów 2-óch)
- 2000: Weihnachtsgeschichte (Swiateczna przygoda)
- 2007: Das Massaker von Katyn (Katyń)
- 2009: Der Kalmus (Tatarak)
- 2009: Popieluszko. Wolnosc jest w nas
- 2013: 1939 Battlefield Westerplatte – The Beginning Of World War 2 (Tajemnica Westerplatte)
- 2013: Ambassada
- 2014: Bogowie
- 2014: Swiadek
- 2015: Cesta do Ríma
- 2015: Obce niebo
- 2018: Liebe ist alles (Milosc jest wszystkim)
- 2021: To musi byc milosc
- 2021: Dziewczyny z Dubaju